# Tribord (marque)
Pour l’article homonyme, voir Tribord (homonymie).
Tribord est la marque du groupe Decathlon dédiée à l'équipement pour les sports d'eau.
La conception est faite à Hendaye, au Pays basque français, la marque conçoit des matériels dans le domaine de la plongée, nautisme, surf, bodyboard, kayak. 

## Logos

Logo de 1996 à 2014.
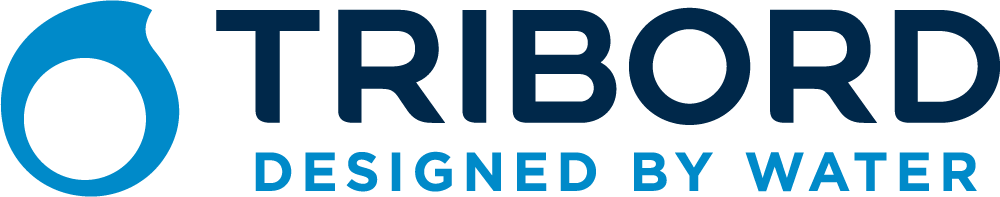
Logo de 2014 à 2017.
Logo depuis 2017.